# Бутешты
Бутешты (рум. Butești, Бутешть) — село в Глодянском районе Молдавии. Наряду с сёлами Каменка, Брынзены и Молешты входит в состав коммуны Каменка.

## География
Село расположено на высоте 102 метров над уровнем моря.

## Население
По данным переписи населения 2004 года, в селе Бутешть проживает 434 человека (208 мужчин, 226 женщин).
Этнический состав села:
| Национальность | Число жителей | Процентный состав |
| -------------- | ------------- | ----------------- |
| молдаване      | 431           | 99.31             |
| украинцы       | 3             | 0.69              |
| Всего          | 434           | 100%              |